# Sphaerodoropsis uzitunensis
Sphaerodoropsis uzitunensis är en ringmaskart som beskrevs av Kudenov 1987. Sphaerodoropsis uzitunensis ingår i släktet Sphaerodoropsis och familjen Sphaerodoridae. Inga underarter finns listade i Catalogue of Life.